# Neumühle (Radwang)
Neumühle ist ein Gemeindeteil der Großen Kreisstadt Dinkelsbühl im Landkreis Ansbach (Mittelfranken, Bayern). Neumühle liegt in der Gemarkung Dinkelsbühl.

## Geografie
Die Einöde liegt am Walkenweiherbach, der 100 Meter weiter östlich als rechter Zufluss in die Wörnitz mündet, und am Sittlinger Graben, der dort als rechter Zufluss in den Walkenweiherbach mündet. Sie besteht heute (Stand 2018) aus sechs Wohngebäuden und fünf größeren Nebengebäuden. Bei Haus Nr. 6 steht ein sogenanntes Schwedenkreuz.
Eine Gemeindeverbindungsstraße verläuft nach Dinkelsbühl zur Staatsstraße 2220 (1,6 km nordwestlich) bzw. nach Diederstetten (2,4 km südöstlich). Weitere Gemeindeverbindungsstraßen verlaufen nach Radwang (0,3 km südwestlich) und zur Walkmühle (0,2 km westlich).

## Geschichte
Im Jahr 1661 wurde die erste Mühle erbaut. Die Fraisch über die Neumühle war strittig zwischen dem ansbachischen Oberamt Wassertrüdingen, dem oettingen-spielbergischen Oberamt Mönchsroth und der Reichsstadt Dinkelsbühl. Die Grundherrschaft des Anwesens hatte die Reichsstadt Dinkelsbühl.
Im Jahr 1809 wurde Neumühle infolge des Gemeindeedikts dem Steuerdistrikt und der Munizipalgemeinde Dinkelsbühl zugeordnet.

### Baudenkmäler
- Neumühle 1: ehemaliges Wohn- und Mühlengebäude, sogenannte Neumühle, zweigeschossiger verputzter Massivbau mit Fachwerkgiebel und Satteldach, im Kern 18. Jahrhundert[9]
- Brücke nordwestlich der Neumühle über einen schmalen Nebenarm der Wörnitz, der zugleich Abfluss für den gestauten Walkweiher ist. Die zweibogige, aus Sandsteinquadern gefügte Brücke im Zuge der Straße Dinkelsbühl–Diederstetten stammt noch aus dem 18. Jahrhundert; gegen die Flussrichtung keilförmige Vorlage des Mittelpfeilers.[10]

### Einwohnerentwicklung
| Jahr      | 001818 | 001840 | 001871 | 001885 | 001900 | 001925 | 001950 | 001961 | 001970 | 001987 |
| Einwohner | 14     | 10     | 10     | 8      | 13     | 9      | 12     | 9      | 12     | 4      |
| Häuser    | 1      | 1      |        | 1      | 1      | 2      | 2      | 2      |        | 2      |
| Quelle    | [ 12 ] | [ 13 ] | [ 14 ] | [ 15 ] | [ 16 ] | [ 17 ] | [ 18 ] | [ 19 ] | [ 20 ] | [ 1 ]  |

## Religion
Der Ort ist evangelisch-lutherisch geprägt und war ursprünglich nach St. Vinzenz (Segringen) gepfarrt, seit der ersten Hälfte des 19. Jahrhunderts ist die Pfarrei St. Paul (Dinkelsbühl) zuständig. Die Katholiken sind nach St. Georg (Dinkelsbühl) gepfarrt.